# Biacumontia
Biacumontia is een geslacht van hooiwagens uit de familie Triaenonychidae.
De wetenschappelijke naam Biacumontia is voor het eerst geldig gepubliceerd door Lawrence in 1931. 

## Soorten
Biacumontia omvat de volgende 7 soorten:
- Biacumontia cornuta
- Biacumontia elata
- Biacumontia fissidens
- Biacumontia maculata
- Biacumontia paucidens
- Biacumontia truncatidens
- Biacumontia variegata